# Eddy Marnay
Pour les articles homonymes, voir Marnay et Bacri.
Eddy Marnay, de son vrai nom Edmond Bacri, né le 18 décembre 1920 à Alger en Algérie française et mort le 3 janvier 2003 à Neuilly-sur-Seine, est un parolier et chanteur français.
On compte à son actif l'écriture d'environ 4 000 chansons. Il a été administrateur à la SACEM de 1990 à 1997 ainsi qu'à la SODRAC au Québec. Il a été nommé chevalier de la Légion d'honneur en 1993.

## Biographie
Dans sa jeunesse, Eddy Marnay est notamment touché par les œuvres américaines d'Irving Berlin, George Gershwin et Cole Porter. À Alger, son père, bijoutier réputé et grand amateur de music-hall, l'emmène régulièrement voir les spectacles du Casino. Le futur Eddy découvre Georgel ou encore Damia qu'il portraiture en une phrase poétique digne du talentueux auteur en devenir : « Elle avait des yeux verts de félin, immenses et oblongs, qui remontaient en courbe vers les tempes et toujours noyés de je ne sais quel liquide nostalgique qui la rendait lointaine et cependant tellement charnelle ». Eddy ajoute : « Pour moi, ce fut l'éveil d'une vocation. Mon père m'emmenait dans les coulisses et je voyais de près ces artistes grimés, pavoisants ou tristes, je respirais des odeurs de résine, de fond de teint et de sueur. Ce monde, je le savais, allait être le mien ».
Il débarque à Paris en 1937 depuis l'Algérie. Après avoir exercé les métiers de journaliste, de scénariste et d’assistant metteur en scène, il commence une carrière de chanteur, mais c'est comme parolier qu'il obtiendra ses lettres de noblesse bien qu'il continue à enregistrer quelques 45 tours jusqu'au début des années 1960.

### L'après-guerre et les premiers succès
Dès 1946, Eddy Marnay écrit déjà sur une musique d'Emil Stern Où es-tu mon amour ? pour Renée Lebas. En 1948, il écrit Les Amants de Paris pour Édith Piaf sur une musique de Léo Ferré qu'il a rencontré au cabaret Quod Libet (géré par Francis Claude avant que celui-ci crée le célèbre Milord l'Arsouille en 1949) et c'est un succès.
Durant les années cinquante, on retiendra Tire l'aiguille pour Renée Lebas (1951), Monsieur Hans pour Suzy Delair, Java (Qu'est-ce que tu fais là ?) pour Lucienne Delyle et Patachou et Planter café (musique d'Emil Stern) pour Yves Montand, repris par Mouloudji (1958).
On note aussi, à son palmarès des années 1950, ses chansons pour Marcel Amont (Pour qu'un bateau, 1959), Michèle Arnaud (Deux tourterelles, musique d'Emil Stern, 1957), Eddie Constantine, Luis Mariano, Mouloudji (Z'yeux bleus, musique d'Emil Stern, 1957), Jean-Claude Pascal (Déjà, musique d'Emil Stern, 1955) et Henri Salvador.

### Chansons de films
Eddy Marnay a adapté en français plusieurs chansons de films américains, dont (sur la période 1956-1968) :
Le  succès des années 1950 que fut Que sera, sera (Whatever Will Be, Will Be), Oscar de la meilleure chanson originale 1956, interprété par Jacqueline François d'après la chanson thème du film d'Alfred Hitchcock L'Homme qui en savait trop et chanté par Doris Day en 1956.
Exodus, interprétée par Édith Piaf, du film homonyme d'Otto Preminger sur la musique originale d'Ernest Gold (1961).
Le Jour le plus long, chanté en France par John William d'après la chanson composée par Paul Anka pour la fresque historique produite par Darryl F. Zanuck en 1962.
Le Sourire de mon amour écrite pour Juliette Gréco en 1966, adaptation de la chanson oscarisée en 1965, The Shadow of Your Smile d'après le texte original du grand poète noir américain Paul Francis Webster sur une musique du compositeur Johnny Mandel, pour le film Le Chevalier des sables (The Sandpiper), de Vincente Minnelli.
C'est en 1968 qu'il faut noter encore deux grands succès, dont le second est en fait quadruple :
Pour Eddy Marnay et Michel Legrand, compositeur oscarisé en 1968 et interprète de la chanson Les Moulins de mon cœur (The Windmills of Your Mind) sortie du film L'Affaire Thomas Crown (The Thomas Crown Affair, 1968).
Destinées à Marcel Amont, Marnay effectue les adaptations françaises de quatre chansons de Leslie Bricusse extraites du film musical américain L'Extravagant docteur Dolittle (Doctor Dolittle) de Richard Fleischer (1967) : Parler aux animaux (Talk to the Animals, Oscar 1967), Mon frère le docteur, Quand je lis dans tes yeux et Docteur Dolittle.

### Une tentative théâtrale
En 1975, Eddy Marnay s'essaye à l'écriture de Bistrot, une comédie musicale dont Michel Legrand est le compositeur. Le spectacle est monté aux Théâtre des Champs-Élysées de Paris et mis en scène par Maurice Jacquemont. Malgré la présence d'un artiste chevronné comme Philippe Clay, le succès n'est pas au rendez-vous.

### Chansons sur mesures
Eddy Marnay va souvent collaborer avec le compositeur français Emil Stern et, ensemble, ils vont créer du sur-mesure pour des artistes emblématiques français comme Bourvil qui interprète Berceuse à Frédéric et La Ballade irlandaise (Un oranger) reprise par Danielle Darrieux en 1958.
Ils donnent régulièrement au fantaisiste Marcel Amont des saynètes à sa mesure : Pour qu'un bateau (1959), La Carriole espagnole (1960), Pizzicati-pizzicato (1961), Dis Marie (1962) et Et voilà les violons (1968).
Ensuite, il y a, dès 1956, Juliette Gréco qui interprète leurs Ginguettes (dont elle fera une version destinée aux États-Unis en 1957, sa première chanson en anglais adaptée par J. Spencer, The Carrousel) puis L'Or et Chanson bleue en 1968. On trouve aussi Régine avec ses Okazou (1967), Patchouli chinchilla (1968) et Il a vingt ans.
Dans la catégorie des chansons sur-mesure, on peut faire une parenthèse pour la collaboration de Marnay avec l'un des plus célèbres compositeurs et orchestrateurs des années 1960, André Popp qui est notamment l'arrangeur attitré de Marie Laforêt. Ensemble, Marnay et Popp vont enchaîner les succès pour La Fille aux yeux d'or, parmi lesquels :  Ah ! Dites Dites (1965), Manchester et Liverpool (1966), Mon amour, mon ami et  Ivan, Boris et moi (1967).
Et enfin, en 1973, Eddy Marnay écrit, en collaboration avec Eddie Barclay, pour Brigitte Bardot Tu es venu mon amour, dont elle enregistre une version italienne titrée Sei arrivato amor mio.

### Des classiques pour Frida Boccara
Mais l'une des grandes réussites d'Eddy Marnay est sa collaboration avec Frida Boccara. Il commence par lui écrire, conjointement avec Jacques Larue sur une musique de Guy Magenta, Cherbourg avait raison qui remporte un vif succès en 1961.
Elle va interpréter une multitude d'œuvres d'Eddy Marnay, quelquefois sur des musiques de Michel Legrand comme La Valse des lilas (1962) ou Les Moulins de mon cœur qu'elle reprendra après Legrand en 1968. Une autre fois, ce sera sur des musiques de Michel Magne comme le tube que fut Cent mille chansons en 1968, ainsi que Belle du Luxembourg en 1969, ou encore Au matin de mon premier amour en 1972 (chanson du film "Angélique, marquise des anges").
C'est toutefois sur une musique d'Emil Stern qu'Eddy Marnay lui offre l'un de ses plus grands succès : on se souvient d'Un jour, un enfant, chanson avec laquelle Frida Boccara remporte, pour la France, le Grand Prix du Concours Eurovision de la chanson 1969 à Madrid (ex æquo avec d'autres candidates).
Pour Frida Boccara, Eddy Marnay coproduit d'ailleurs, la même année, le 33 tours Un jour, un enfant dont il signe tous les textes, enregistrement qui obtient le Grand Prix du Disque de l'Académie Charles-Cros.
Viennent ensuite, en 1970, Les Quatre Chemins de l'amour (sur une musique d'Antonio Vivaldi) et Venise va mourir (sur la musique composée par Stelvio Cipriani pour le film Anonimo Veneziano d'Enrico Maria Salerno). En 1972, Pour vivre ensemble et Trop jeune ou trop vieux (musiques de Jean-Michel Braque) et Taureau sur la musique du compositeur brésilien Geraldo Vandré. Et puis, sur la musique de Georg Philipp Telemann, L'Année où Piccoli (album éponyme) en 1978, ainsi que les autres titres qui constituent ce 33 tours ambitieux, toutes les musiques provenant de remarquables adaptations de morceaux classiques : La Nuit (Corelli), Le Dernier Rendez-vous (Beethoven), Et je suis seule (Granados), Les Enfants de Mozart (Mozart), Ma rivière (Smetana), Un sourire au-delà du ciel (Grieg), Aria Cantilena (Villa-Lobos), La Chanson du veilleur (Bach).

### Chez les yé-yé
Eddy Marnay a su s'adapter à la déferlante de la vague yéyé et même au disco des années 1970. Dès 1962, il fait ses premières armes en donnant à Richard Anthony Faits pour s’aimer, version française de la chanson brésilienne Desafinado.
En 1965, il écrit un tube pour France Gall, L'Amérique, sur une musique de Guy Magenta puis une adaptation d'un succès italien, Baci, baci, baci en 1969.
Pour Françoise Hardy, Marnay écrit ce qui sera l'un des plus grands tubes des années soixante de la chanteuse[réf. nécessaire], La Maison où j'ai grandi, autre adaptation d'un succès italien d'Adriano Celentano en 1966. La même année, elle chante Qu'ils sont heureux, sur une musique d'André Popp et en 1968, il adoucit les paroles américaines de la ballade There but for Fortune du protest singer Phil Ochs, devenu  en français Où va la chance ?
En 1974, Eddy Marnay épouse Laura Conti, de 30 ans sa cadette, qui lui donne sa fille unique, Célia. Il a beaucoup écrit pour le chanteur populaire Claude François dont : Les Moulins de mon cœur, Le monde est grand, les gens sont beaux, Fleur sauvage, Combien de rivières, Un jardin dans mon cœur, Stop au nom de l'amour, Il fait beau, il fait bon, Seule une romance, Mais c'est différent déjà, Soudain il est trop tard, On ne choisit pas, Belinda, Mon mensonge et ma vérité, Je chante pour les gens qui s'aiment, Sha la la, J'ai encore ma maison, À part ça la vie est belle, J'ai perdu ma chance, Notre dernière chanson ensemble, Le Mal-Aimé, Toute ma vie je chanterai pour toi, Une fille suffit, La Plus Belle Fille du monde, Tu es tout pour moi, Où s'en aller ?, Toi et moi contre le monde entier, Le spectacle est terminée, Il ne me reste qu'à partir, Un petit peu d'amour, Fais comme si, Monsieur Crapaud, Dors petit homme, Sale bonhomme, Le Zoo de Vincennes, Cette année-là, C'est le reggae, Il ne t'aime pas, Le Vagabond, Laisse une chance à notre amour, Enfin, Je vais à Rio, Toi et le soleil, Chaque visage dit une histoire, L'amour vient, l'amour va, Sacrée chanson, Pourquoi toi et C'est pour vous que je chante.
On peut aussi ajouter quelques chansons pour Guy Mardel, C’est une larme, Quand on me parle de Paris (1969) et aussi pour Hervé Vilard, Le Dernier Voyageur (1969) et Amore caro, amore bello (1971).

### Adaptation française de plusieurs succès de la bossa nova
Eddy Marnay a écrit les paroles françaises de grands titres de la bossa nova composés par Antônio Carlos Jobim, :
- 1962 : Faits pour s’aimer pour Richard Anthony (titre original : Desafinado)
- 1962 : Chanson sur une seule note pour Sacha Distel (titre original : Samba de Uma Nota Só)
- 1962 : Corcovado pour Caterina Valente (titre original : Corcovado)
- 1962 : Un amour, un sourire, une fleur pour Caterina Valente (titre original : Meditação)
- 1962 : Dindi pour Caterina Valente (titre original : Dindi)
- 1964 : La Fille d'Ipanema pour Jean Sablon (titre original : Garota de Ipanema)

### Un parolier pour Mireille Mathieu
Sa collaboration avec Mireille Mathieu prend un essor particulier à partir de 1975 et Eddy Marnay devient son auteur fétiche. Elle dira qu'il est celui qui la comprend le mieux. Il écrit pour elle près d'une centaine de chansons dont de nombreux succès : Tous les enfants chantent avec moi (1975), Mille Colombes (sur l’air Casta Diva extrait de l’opéra Norma de Bellini, adapté par le compositeur allemand Christian Bruhn, 1977), Un clown dans mon cœur (reprise 1978), Santa Maria de la Mer et A Blue Bayou en 1978, Un enfant viendra (1979), Une femme amoureuse (1980), Trois milliards de gens sur terre, Nos souvenirs et New York New York en 1982...
Il collabore à la production artistique de nombreux albums de l'artiste, en particulier celui composé par Paul Anka en 1979, Mireille Mathieu chante Paul Anka, dont il écrit toutes les adaptations françaises.

### Autres chansons populaires
Au compte de Marnay, il faut ajouter ses textes encore destinés à Marcel Amont : D'où vient le vent (musique de Roger Bourdin, 1961), La Demande en mariage (musique d'Hubert Giraud, 1970).
Eddy Marnay écrit également pour Nicole Croisille : Tu m’avais dit (1975), Dalida et Vicky Léandros et leur Temps des Fleurs (adaptation française de Those Were the Days, 1967, inspirée de la romance russe Дорогой длинною, 1925), Colette Deréal avec Un clown dans mon cœur (1966 et repris en 1978 par Mireille Mathieu avec des paroles légèrement différentes), Jacqueline Dulac avec Ceux de Varsovie (1966).
Pour Nana Mouskouri, il écrit Coucouroucoucou Paloma en 1968 et, en 1979, pour son album Vivre au soleil, outre le titre éponyme qu'il adapte d'après Kaempfert, Singleton et Snyder, il lui écrit, sur des airs traditionnels, L'enfant qui va vivre demain (arrangements de Johns) et Jamais je me marierai (arrangements de Sakel).
Marnay écrit aussi à deux reprises pour Nicole Rieu (Le ciel c'est ici en 1976 et Pour savoir t'aimer, sur l'album Vas-y, en 1998).
En 1970, David Alexandre Winter représente le Luxembourg au Concours Eurovision de la chanson avec Je suis tombé du ciel, musique d'Yves de Vriendt et se place en 12e position. Toujours pour le Concours Eurovision de la chanson, il écrit également pour Anne-Marie David, sur une musique d'Hubert Giraud, Je suis l'enfant-soleil, la chanson représentant la France en 1979, qui arrive à la 3e place.
Eddy Marnay poursuit pour Serge Reggiani avec Ma fille (1971), La Maison qui n'existe plus et Le Premier Amour du monde (1972), Michèle Torr avec Un homme dans ma vie (1970) et puis Nicoletta avec De minuit à six heures du matin ainsi que pour la chanteuse québécoise Renée Martel qui fait un succès au Québec avec la chanson Liverpool parue en 1967.
Toujours au Québec, il écrit aussi pour Nicole Martin (C'est pour lui en 1978, sur une musique du compositeur Fred Farrugia, titre paru sur l'album Ne t'en va pas) ainsi que pour Julie Arel (Soleil qui danse en 1973). Nicole Martin chante aussi trois de ses adaptations sur son album jazz Cocktail Lounge paru en 2012, à savoir la chanson Dingue de vous (I Get a Kick Out of You) de Cole Porter ainsi que deux titres composés par Antônio Carlos Jobim : Faits pour s'aimer (Desafinado) et La Fille d'Ipanema (Garota de Ipanema).
En 1974, il écrit pour Esther Galil la chanson pour la paix On est fait pour vivre ensemble.

### Une plume québécoise
Lors des Francofolies de Spa 1979, Eddy Marnay noue des liens amoureux avec la québécoise Suzanne-Mia Dumont. Il va alors consacrer sa plume à l'écriture de chansons pour beaucoup d'interprètes québécois.
En 1982, il écrit les premières chansons de Céline Dion dont Tellement j'ai d'amour pour toi, musique d'Hubert Giraud, qui remporte la médaille d'or au Yamaha Music Festival de Tokyo la même année. Suivront encore pour Dion, D'amour ou d'amitié (1982, musique de Jean-Pierre Lang et Roland Vincent) puis, en 1983, Du soleil au cœur (chanson écrite par Frida Boccara, musique d'André Popp), Mon ami m'a quittée (musique de Christian Loigerot et Thierry Geoffroy). En 1986, la chanson Fais ce que tu voudras (musique du compositeur québécois René Grignon) devient le premier clip de Céline Dion. Céline et Eddy feront au total cinq albums qui obtiendront plusieurs Prix Félix, les Victoires de la musique québécoises. Céline appellera Eddy un de ses enfants en son hommage.

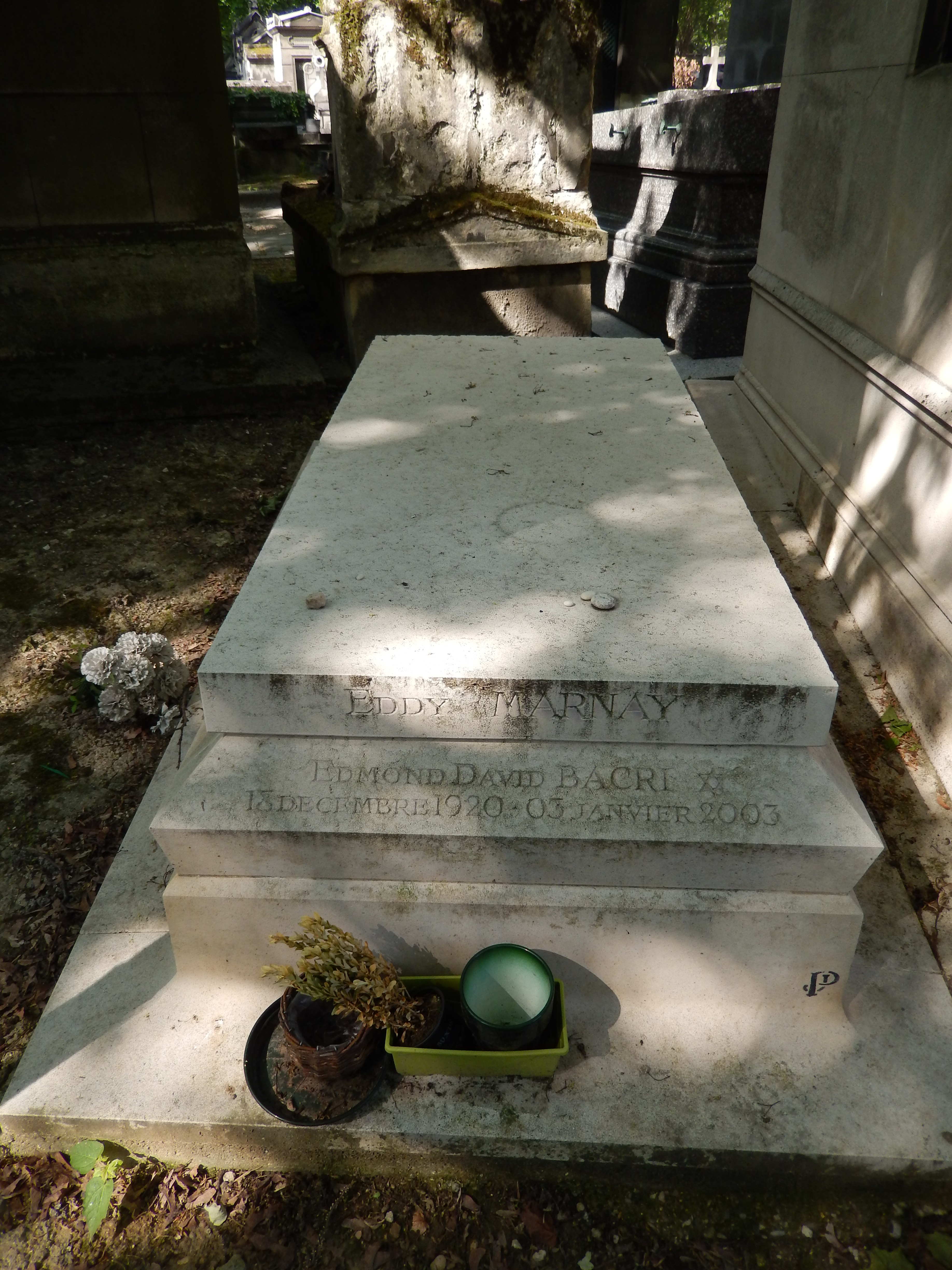
Tombe d'Eddy Marnay au cimetière de Montmartre (division 21).

Par la suite, de nombreux autres interprètes québécois chanteront des textes de Marnay. Citons Ginette Reno, puis à la fin des années 1980, Véronique Béliveau et Marc Gabriel avec Jérusalem. Durant les années 1990, on trouve Mario Pelchat avec Pleurs dans la pluie (1993), Le Bleu du ciel et C'est la vie (1995).
En 1994, Eddy Marnay écrit également la chanson Puisque c'est l'amour pour Lara Fabian.
Jusqu'à son décès en 2003, Eddy Marnay écrira encore pour Diane Juster (Aimer en secret, Tu as laissé passer l'amour) et pour Pierre Sénécal qui enregistrera l'une des dernières œuvres du prolifique parolier, l'album Vivant en 2002. Marie Denise Pelletier enfin, lance en septembre 2003 un album intitulé Les Mots de Marnay, l'opus est un vibrant hommage à l'auteur disparu. Marie-Denise y reprend plusieurs de ses chansons, notamment et en particulier les grands succès de Frida Boccara, sa muse (Cent mille chansons, Les Moulins de mon cœur, La Croix, l'Étoile et le Croissant, Berceuse pour Luciana et bien sûr Un jour, un enfant).
Il est inhumé au cimetière de Montmartre (division 21).

## Citation
A la question « qu'est-ce qu'une chanson ? », Eddy Marnay avait répondu : « C'est une très belle mélodie et de très belles paroles, mais c'est aussi un cadeau et un miracle qu'on ne peut pas analyser. »

## Chanteurs ayant repris ses chansons en anglais
Certaines de ses chansons ont été adaptées en anglais par Paul Anka, Tony Bennett, Miles Davis, Marlène Dietrich, Barbra Streisand ou encore Sarah Vaughan.

## Distinctions
- 1951 : Prix de l'Académie Charles-Cros pour Le Cocher de fiacre par Yves Montand.
- 1961 : Coq d'Or de la chanson française pour Le Voyageur sans étoile par John William.
- 1967 : Prix de la Rose d'Or d'Antibes pour Ceux de Varsovie par Jacqueline Dulac.
- 1969 : Grand Prix du Concours Eurovision de la chanson pour Un jour, un enfant par Frida Boccara.
- 1969 : Prix de l'Académie Charles-Cros pour le 33 tours Un jour, un enfant qu'il coproduit et dont il signe tous les textes des chansons interprétées par Frida Boccara.
- 1982 : Grand prix au Yamaha Music Festival de Tokyo pour Tellement j'ai d'amour pour toi, musique d'Hubert Giraud, par Céline Dion.
- 1985 : Grand prix SACEM de la chanson française pour l'ensemble de son œuvre.
- Chevalier de la Légion d'honneur (1993)

## Ouvrage
Mémoires
- Eddy Marnay, Le Manège aux souvenirs, Éditions Jean-Claude Lattès, Paris, 1990  (ISBN 2-7096-0891-X).

## Hommage
- Dans le film franco-belge Cloclo, paru en 2012 et retraçant la vie du chanteur à succès Claude François, un hommage est rendu à Eddy Marnay dans une courte scène. Il apparait en coulisses d'une représentation du jeune Claude François avec son cigare. Ce dernier interroge alors son agent de l'époque sur l'identité de ce mystérieux personnage, et il lui répondra « C'est Marnay ». Eddy Marnay le prendra ensuite sous son aile.